# Hemitaurichthys zoster
Hemitaurichthys zoster és una espècie de quetodòntid marí, de la família Chaetodontidae.
És una espècie tropical de l'oceà Indo-Pacífic, comú en el seu rang de distribució i amb poblacions estables.

## Morfologia
Té la morfologia típica de la seua família: cos ovalat i comprimit lateralment, i boca estreta i punxeguda.
La seua coloració base és de marró fosc a negre, amb una ampla franja vertical, blanca, que travessa el cos i s'eixampla cap al ventre. Les aletes pectorals i la caudal són blanques. Les espines de l'aleta dorsal que coincideixen amb la franja blanca del cos són grogues.
Té 12 espines dorsals, entre 24 i 26 radis tous dorsals, 3 espines anals i 21 radis tous anals.
Arriba fins a 18 cm de longitud.

## Hàbitat i capteniment
Espècie no migratòria, associada a esculls. Freqüenta vessants d'esculls exteriors, exposats a forts corrents. Forma grans agregacions d'uns centenars d'individus per alimentar-se de plàncton. Es refugia en hàbitats de l'escull quan se sent amenaçat.
El seu rang de profunditat va d'1 i a 40 m, tot i que s'han trobat localitzacions fins a 100 m, i en un interval de temperatura entre 23,19 i 27,04 °C.

## Distribució
Àmpliament distribuït en els oceans Índic i Pacífic. És espècie nadiua de Birmània; Comores; Índia (Andaman i Nicobar); Indonèsia; Kenya; Madagascar; Malàisia; Maldives; Maurici; Mayotte; Moçambic; Oman; Reunió; Seychelles; Somàlia; Sri Lanka; Sud-àfrica; Tanzània i Tailàndia.

## Alimentació
És omnívor: s'alimenta tant d'algues com de zooplàncton, així com de pòlips de coralls tous, de l'ordre octocoral·lis i copèpodes.

## Reproducció
Són dioics, o de sexes separats, ovípars, i de fertilització externa. La fresa, la fan abans del vespre. Formen parelles durant el cicle reproductiu, però no protegeixen els ous ni les cries després de la fresa.
El seu nivell de resiliència és alt: dobla la població en menys de 15 mesos.

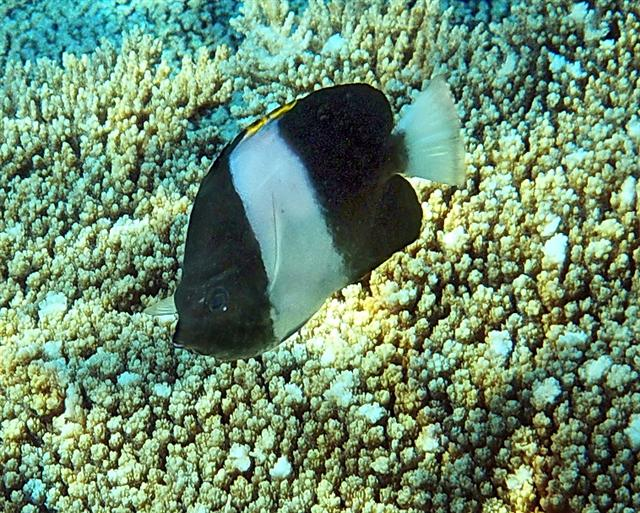
Hemitaurichtys zoster a Mirihi, Maldives
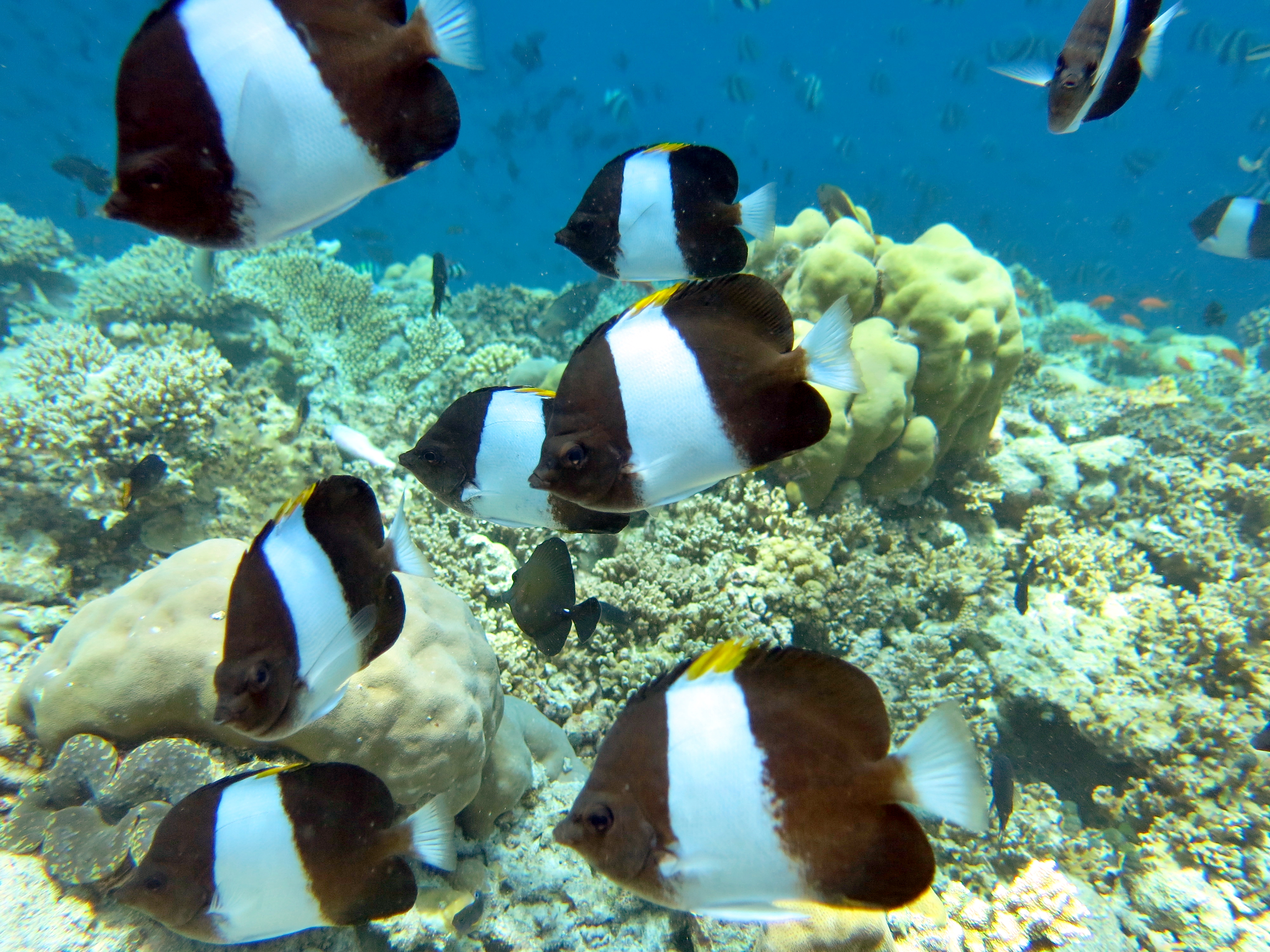
Grup d'H. zoster a Hulhudhoo, atol de Baa, Maldives